# Manuela Trasobares
Manuela Trasobares i Haro (Figueras, 28 de septiembre de 1962) es una cantante lírica, pintora, escultora, artista fallera, filósofa y política, primera concejala trans de España. Se dio a conocer en los medios de masas tras su participación en el concurso internacional de canto Francisco Viñas de 1993 como la primera mujer trans cantante de ópera. Es autora del ensayo filosófico, histórico y autobiográfico Voluntad de poder.

## Biografía

### Infancia e influencias
Su primera infancia transcurrió en el Ampurdán, a caballo entre las poblaciones de Portbou y Cadaqués, donde su familia materna residía cerca de Portlligat. Su bisabuelo era pescador y amigo de Salvador Dalí. Tras la insistencia de Manuela por conocerle, el gran genio del surrealismo aceptó darle clases de dibujo. Esta cercanía a Dalí marcó profundamente el imaginario infantil de Manuela y sería una de las bases del posterior desarrollo de su carrera artística. A los nueve años su familia se mudó a Barcelona muy cerca de la Avenida del Paralelo, donde se ubicaban la mayoría de teatros, lo que también la marcó, así como su temprana afición a acudir a las sesiones dominicales del Gran Teatro del Liceo donde tuvo ocasión de escuchar a las figuras de los años setenta. También visitó el estudio y recibió lecciones del dibujante de cómics infantiles y postales de Navidad Juan Ferrandiz.
A los 15 años fue una de las víctimas graves del Accidente ferroviario de Las Franquesas del Vallés de 1979 en una excursión escolar de Geografía donde perdió la vida su mejor amigo mientras viajaba a su lado y ambos estudiaban un libro de botánica. Manuela estuvo varios meses convaleciente y este trauma le hizo abandonar su interés por las ciencias que adquirió en el instituto Milà i Fontanals y contribuyó a reanudar su vocación artística germinada en la infancia.
Estudió pintura y escultura en las escuelas Massana y Leonardo Da Vinci de Barcelona y canto lírico en el Conservatorio de Sofía (Bulgaria). Ha actuado como mezzosoprano en el Liceo de Barcelona, en La Scala de Milán y el Palacio de la Música de Valencia. Ha trabajado también para espectáculos de ópera y ha producido los suyos propios: "Algo más que una voz" (1992), "El grito de los Castratti" (1996) y "Trasobarismo en Estado Puro" 2008.

### Artista fallera
En 1997 protagonizó una defensa de la libertad individual, a la manera de catarsis personal, en el programa Parle vosté, calle vosté de Canal Nou, al que había sido invitada por el exdirector de la revista El Temps, Josep Ramón Lluch. Tras varias visitas a Valencia y a la fiesta de las fallas se interesó por el proceso de construcción de monumentos falleros como expresión artística. 
Instalada en la ciudad de Valencia en 1999 se formó como artista fallera, aprobó el examen teórico de ingreso al Gremio de Artistas Falleros y plantó fallas grandes de carácter reivindicativo e infantiles desde 2001 hasta 2004 en demarcaciones como Hta. de San Valero-Avenia de la Plata, Plaza de España y Joaquín Costa-Borriana con una gran implicación política, pero en 2001 le censuraron un ninot de Rita Barberá y con la excusa de que sus creaciones no eran fallas sino obras de arte, fue expulsada por el Gremio de Artistas Falleros de Valencia, a pesar de la calidad de sus monumentos.
El curso escolar 2005-2006 dirigió un taller para adolescentes desescolarizados en riesgo de exclusión social patrocinado por el Servef y el Ayuntamiento de Segorbe que mereció el reconocimiento de la Conselleria de Educación de la Generalitat Valenciana por su función de inserción social y laboral. El monumento construido se plantó  en la plaza del Agua Limpia de Segorbe durante las fiestas de San Juan de 2006 para celebrar la declaración de La Entrada de Toros y Caballos de Segorbe como fiesta de interés turístico internacional. Esos años combinó su actividad docente con actuaciones como soprano en los auditorios de la Comunidad Valenciana y en el Palacio de la Música de Valencia. Y ya en 2021 volvió al arte en la calle firmando un mural en el barrio del Cabanyal de Valencia.

### Etapa política
En 2007 se presentó a las elecciones municipales de Geldo (Alto Palancia), por el partido Acción Republicana Democrática Española (ARDE), y se convirtió en la primera concejala transexual de España. En las elecciones generales de 2008 se presentó cabeza de lista de Izquierda Republicana y número dos por Castellón de la lista al Congreso con la coalición Esquerra Unida i Republicana.
En 2010 recibió el encargo de Izquierda Republicana —votado por unanimidad— para esculpir un busto en bronce de quien fuera presidente de la Segunda república española, Manuel Azaña, y fundador de dicho partido, para erigirlo en el Congreso de los Diputados, junto a otros ilustres personajes trascendentales en el devenir político español.
Con motivo de la visita del Papa Benedicto XVI a Barcelona encabezó como "La Mama" una marcha de protesta organizada por la plataforma "Jo no t´espero" al final de la cual pronunció un discurso crítico con las doctrinas contrarias a la libertad sexual que difundía el Papa.

### Obra
A partir del año 2011 decidió retirarse de la vida pública y la política activa para continuar sus estudios autodidactas de filosofía, historia y técnica de canto, probando nuevos registros con su propia voz a partir de investigaciones sobre las técnicas de emisión y clasificación de la voz de épocas anteriores. También se dedicó a la producción de su obra plástica en pintura y escultura. Fruto de su pasión por la filosofía y la historia es su ensayo titulado Voluntad de Poder, que publicó en noviembre de 2022.
En diciembre de 2021 actuó y cantó en el musical especial de Navidad de Atresmedia titulado Una Navidad con Samantha Hudson.A raíz de esta intervención fue entrevistada por Samantha Hudson y Jordi Cruz en el pódcast de Netflix Sigues Ahí, con el título "Más Allá del Arte".
En julio de 2023 fue la estrella invitada del Orgullo Rural de Soneja (Castelló) donde se programó un vídeo de proyección de su obra, una entrevista y un breve recital de ópera.
El 26 de enero de 2023 presentó su libro "Voluntad de Poder" en Fnac Callao de Madrid e inició una gira de presentaciones y conferencias por España  durante la que fue entrevistada entre otros periodistas por Itziar Ziga en Pamplona, donde Manuela participó en el ciclo de conferencias organizado en octubre por el colectivo LGTB Ehgam Nafarroa 

## Homenajes
El 5 de agosto de 2023, el artista multidisciplinar, gestor cultural y escritor Idriss Kaffouf Ferrandis publicó, en su canal de YouTube, su documental El arte como refugio del alma, sobre su trayectoria artística. En palabras de Trasobares: «un precioso y completo documental que recoge todas las facetas de mi actividad artística e intelectual y recupera fragmentos de mi espectáculo Trasobarismo en Estado Puro».
En febrero de 2024 la canción «Zorra» de Nebulossa ganó el Benidorm Fest de ese año. Según los compositores, la canción está dedicada a «todas las Manuelas Trasobares», por ser alguien que luchó por el avance social, en especial por el reconocimiento de los derechos de las personas LGBTIQ+, y ser ejemplo de superación y empoderamiento femenino.A raíz de ello ha sido entrevistada por numerosos medios para recabar su opinión sobre la canción, el feminismo y su visión de la sociedad 

## Filmografía

### Televisión
- Parle vosté, calle vosté (1997)
- A las ocho con Raffaella, Raffaela Carrà (1993)
- Las mañanas de Telecinco, José Mª iñigo (1993)
- Tal Cual, Àngel Casas TVE (1994)
- Porle vosté, calle vosté (1997)
- ¿Dónde estas Corazón? (2007)
- Ratones Coloraos, Jesús Quintero (2008)
- Col·lapse, Ricard Ustrell TV3 (2023)
- Drag Race España - Jurado invitada (2024)

### Películas
- Una Navidad con Samantha Hudson (2021)

## Trabajos publicados
- Voluntad de Poder, Ed. Hidroavión Valencia (2022).[31] ISBN 9788412549294